# Eilema caniola
Eilema caniola là một loài bướm đêm thuộc phân họ Arctiinae, họ Erebidae. Nó được tìm thấy ở Bắc Phi, Tây và Nam châu Âu và Đông châu Âu đến Nga.
Sải cánh dài 28–35 mm. Con trưởng thành bay từ tháng 7 đến tháng 9 tùy theo địa điểm.
Ấu trùng ăn địa y mọc trên đá.

## Hình ảnh

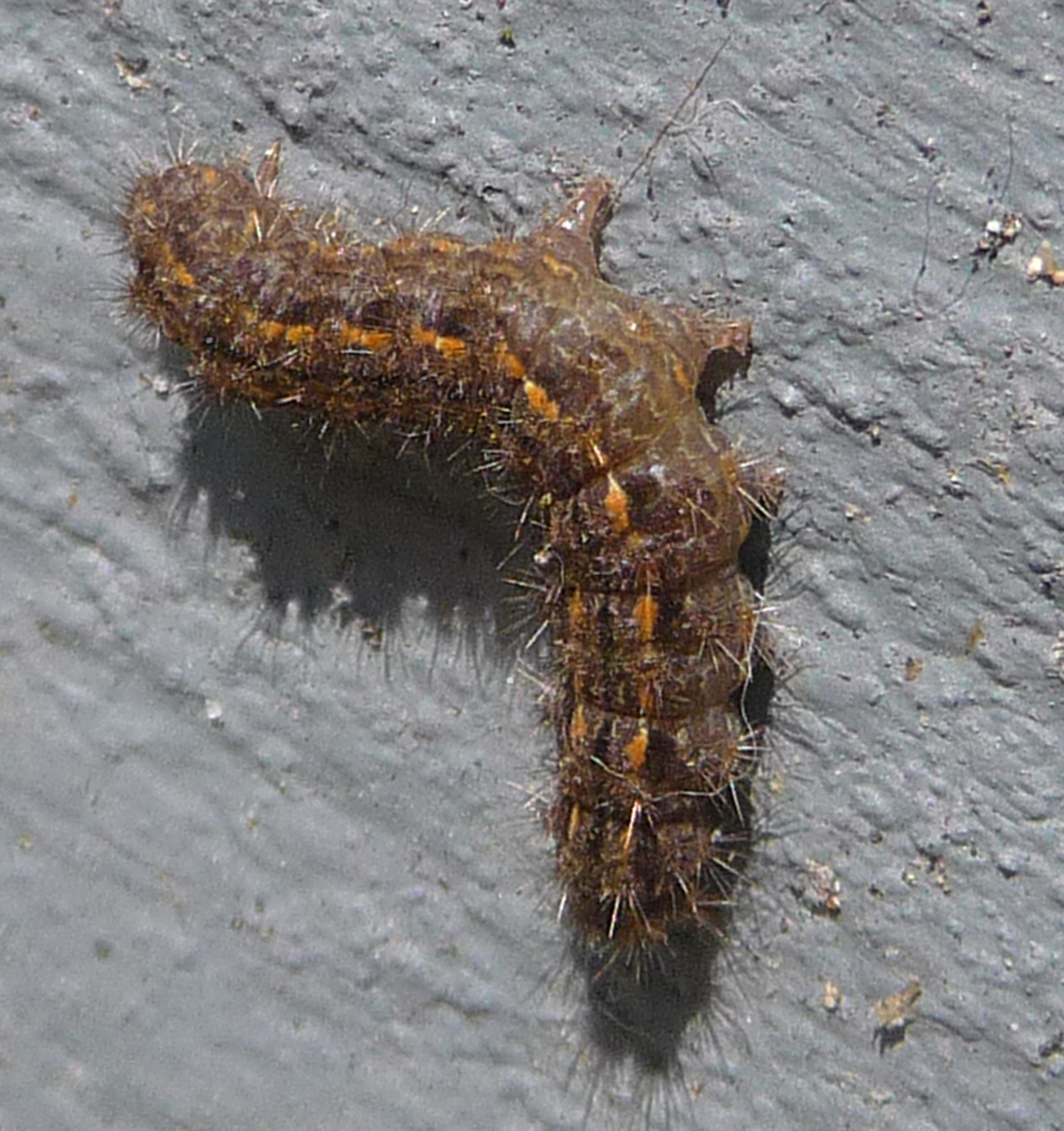
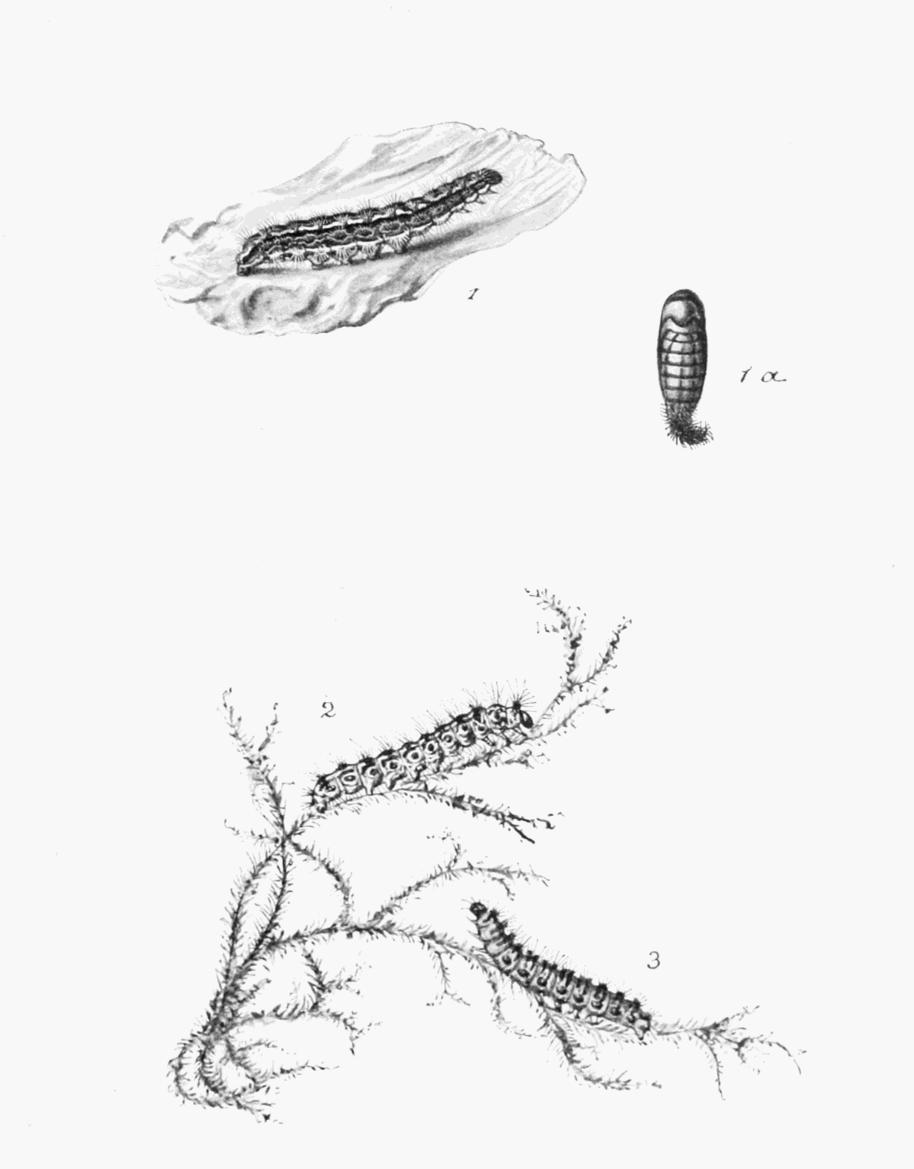
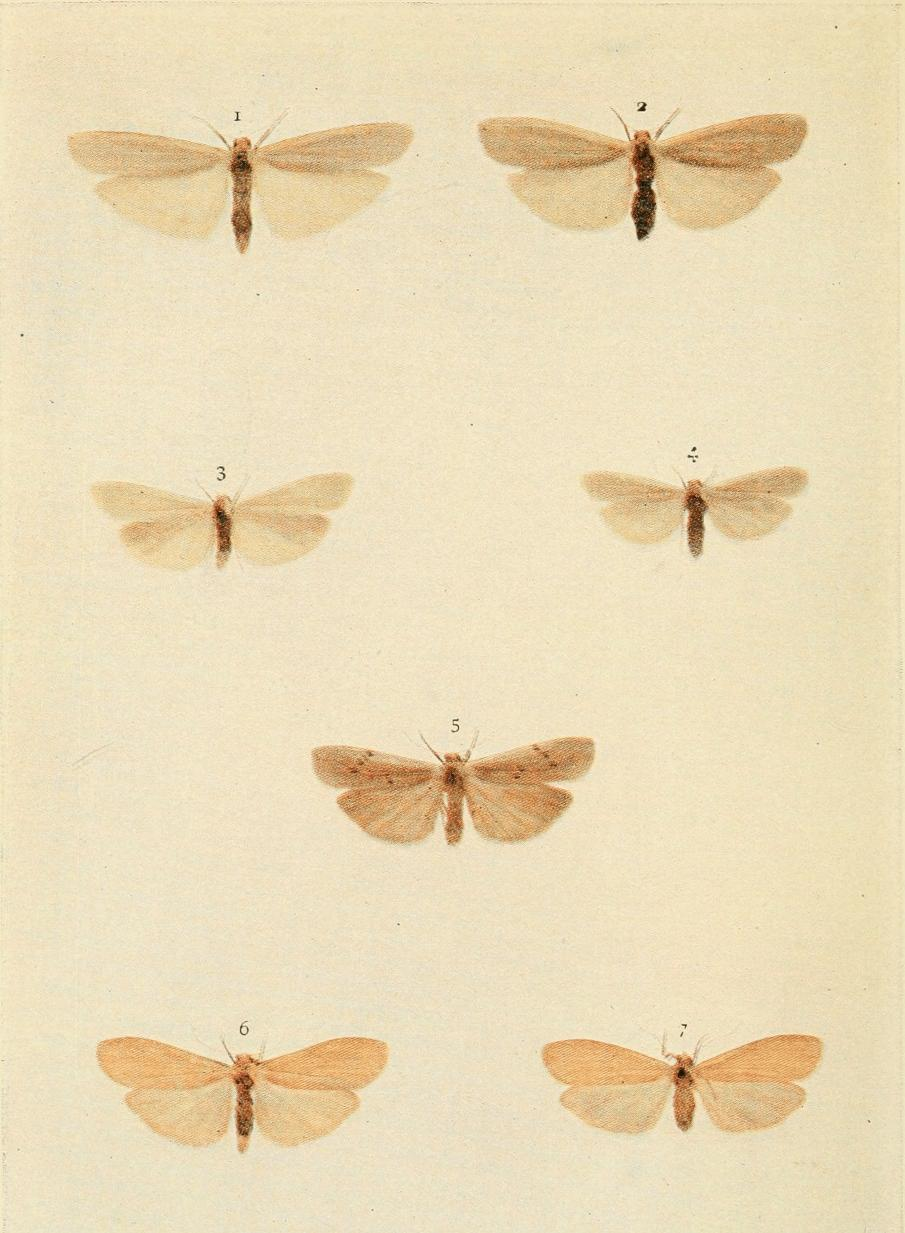